# Нейроморфный микропроцессор
Нейроморфный микропроцессор — это класс нейронных процессоров, построенных по принципу биологических нейронных сетей. Используется для решения задач искусственного интеллекта.

## Описание
Нейроморфные вычислители имеют отличную от классической архитектуру за счет чего позволяют эффективно решать задачи искусственных нейронных сетей.
Принцип модели фон Неймана предполагает раздельное хранение команд и данных в памяти компьютера. Локализация их в одном разделе позволяет сократить время на исполнение нейронной сети, обрабатывать информацию асинхронно и параллельно (в решении задачи участвует ограниченное число нейронов).
Для программирования нейросинаптических ядер чаще всего используется язык C/C++.

## Области применения
Эффективны в системах, использующих цифровую обработку сигналов в режиме реального времени:
- автономной визуальной навигации в робототехнике
- голосовой аналитике в умных устройствах
- управлении техникой с помощью нейроинтерфейсов.

## Примеры. Существующие продукты
- TrueNorth (IBM). Был разработан в 2014 году. Изготовлен по планарной полупроводниковой технологии по техпроцессу 28 нм на заводе Samsung.
- Loihi (Intel, США). Анонсирован в 2017 году. Первое поколение было разработано на основе обычных цифровых технологий и имело техпроцесс 14 нм.
- AltAI (Мотив НТ, Россия). Исследования технологии начались в 2015 году. На стадии RnD второе поколение (AltAI-3)[1].
- Akida (Brainchip, США). Первый коммерческий чип, выпущенный в 2022 году.
- Tianjic (Университет Цинхуа, Китай). Унифицированная архитектура чипа нейронной сети предложена в 2019 году. Направлена на поддержку как спайковых нейронных сетей, так и искусственных нейронных сетей.
- Xylo (SynSense, Швейцария). Специализированная интегральная схема (ASIC), оптимизированная специально для вывода SNN.